# Tiphia nilgirensis
Tiphia nilgirensis (лат.) — вид ос рода Tiphia из семейства Tiphiidae (Hymenoptera). Индия, Таиланд, Шри-Ланка. Назван по месту типового обнаружения (Nilgiri Hills, Южная Индия).

## Описание
Жалящие перепончатокрылые. Длина тела около 10,3—14,1 мм. Клипеус с базальной половиной пунктированной, апикальная половина гладкая, срединное расширение округлое; латеральная сторона переднеспинки без отчётливой трансдискальной бороздки; срединный киль проподеальной ареолы не завершен; дорсальная сторона проподеума без субмаргинального киля, ареола сужается к вершине; метанотум с крупной пунктировкой, кроме небольшой средней области; переднее крыло слабо инфумировано, маргинальная ячейка переднего крыла без направленного вперед терминального шпорца. Личинки предположительно, как и близкие виды, паразитируют на пластинчатоусых жуках (Scarabaeidae, Rutelidae, Cetoniinae). Вид был впервые описан в 1975 году американским энтомологом Гарри Виллисом Алленом (1892—1981), а его валидный статус подтверждён в 2022 году.